# Uvaria utteridgei
Uvaria utteridgei este o specie de plante angiosperme din genul Uvaria, familia Annonaceae, descrisă de L. L. Zhou, Y. C. F. Su și Richard M.K. Saunders. Conform Catalogue of Life specia Uvaria utteridgei nu are subspecii cunoscute.